# ديليا
ديليا (بالإيطالية: Delia)‏ هي بلدية في مقاطعة كالتانيسيتا في صقلية الإيطالية.

## السكان
في سنة 1861 بلغ عدد السكان 3٬525 نسمة، وتطور العدد ليصل في سنة 2011 لـ 4٬325 نسمة.
يظهر هذا المخطط البياني تطور النمو السكاني لـ ديليا

## توأمة
لديليا اتفاقيات توأمة مع:
- فاوجان